# David A. De Armond

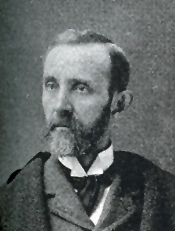
David A. De Armond (1896)

David Albaugh De Armond (* 18. März 1844 im Blair County, Pennsylvania; † 23. November 1909 in Butler, Missouri) war ein US-amerikanischer Politiker. Zwischen 1891 und 1909 vertrat er den Bundesstaat Missouri im US-Repräsentantenhaus.

## Werdegang
David De Armond besuchte die öffentlichen Schulen seiner Heimat und das Williamsport Dickinson Seminary. Im Jahr 1866 zog er nach Davenport in Iowa. Nach einem anschließenden Jurastudium und seiner 1867 erfolgten Zulassung als Rechtsanwalt begann er dort in diesem Beruf zu arbeiten. 1869 zog er nach Greenfield in Missouri. In seiner neuen Heimat schlug er als Mitglied der Demokratischen Partei auch eine politische Laufbahn ein. Zwischen 1879 und 1883 gehörte er dem Senat von Missouri an und 1884 war er Beauftragter für den Obersten Gerichtshof seines Staates (Supreme Court Commissioner). Von 1886 bis 1890 fungierte Armond als Richter im 22. Gerichtsbezirk von Missouri.
Bei den Kongresswahlen des Jahres 1890 wurde er im zwölften Wahlbezirk von Missouri in das US-Repräsentantenhaus in Washington, D.C. gewählt, wo er am 4. März 1891 die Nachfolge von William J. Stone antrat. Nach neun Wiederwahlen konnte er bis zu seinem Tod am 23. November 1909 im Kongress verbleiben. Seit 1893 vertrat er dort als Nachfolger von John T. Heard den sechsten Distrikt seines Staates. In seine Zeit als Kongressabgeordneter fiel der Spanisch-Amerikanische Krieg von 1898. David De Armond war auch einer der Abgeordneten, die mit der Durchführung eines Amtsenthebungsverfahrens gegen den Bundesrichter Charles Swayne aus Florida betraut waren.